# 루프선

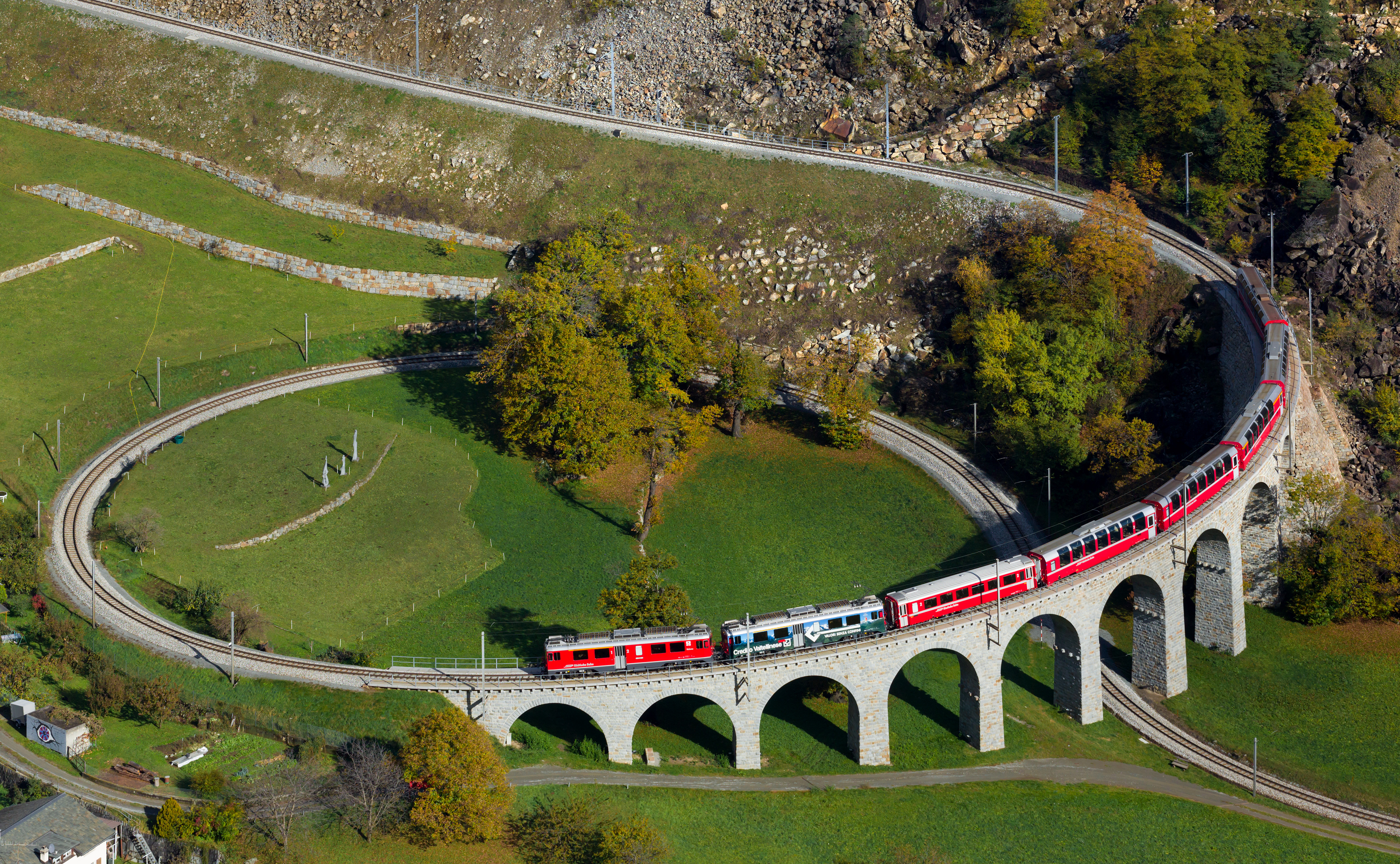
똬리굴은 이런 형태가 터널로 만들어진 것을 말한다. 본 그림은 스위스 그라우뷘덴주에 있는 브루시오 교.

루프선 또는 똬리굴은 산악지대를 지나는 철도 또는 도로의 구배를 극복하도록 만들어진 형태의 선로 또는 도로를 말한다. 철도에 적용하는 경우가 흔하며, 도로의 경우는 철도에 비해 매우 급한 구배를 사용할 수 있기 때문에 도로에 적용하는 경우는 드물다. 철도인 경우에는 스위치백의 대안으로 쓰이기도 한다.

## 터널
루프선에 적용되는 터널은 루프 터널(Loop Tunnel) 또는 스파이럴 터널(Spiral Tunnel)이며, 대한민국 표준어로는 똬리굴이라고 부른다. 스위치백과 달리 후진운전이 없으며 고속운전에 유리하다.

## 국가별 루프선 목록

### 대한민국
(철도)
- 함백선 : 함백-조동 (함백1터널)
- 영동선 : 동백산-도계 (솔안터널)
- 수도권 전철 1호선과 서울 지하철 2호선의 연결선로
- 수도권 전철 4호선 : 남태령-선바위(꽈베기굴)

(도로)
- 북악산로 : 서울특별시 종로구 부암동 (북악스카이웨이2교)
- 도림로 : 충청남도 청양군 장평면 지천리 (방아다리교)
- 국지도 제90호선
  - 울릉군 울릉읍 도동리 (울릉대교)
  - 울릉군 서면 남서리 (수층교)

### 캐나다
- 스파이럴 터널

## 같이 보기
- 스위치백